# Бомбардування Копенгагена (1807)
55°40′00″ пн. ш. 12°34′00″ сх. д. / 55.666666666667° пн. ш. 12.566666666667° сх. д.

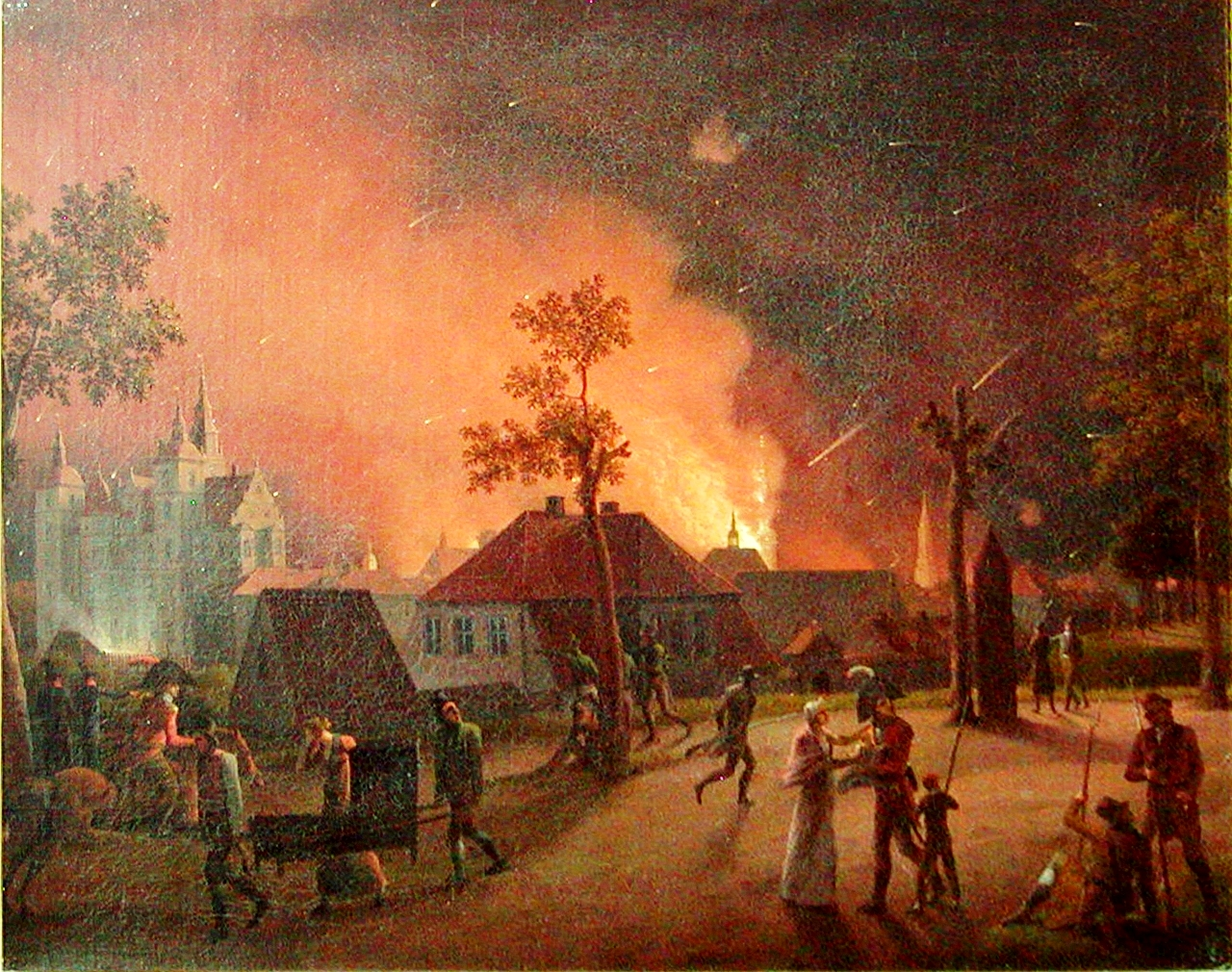
Обстріл Копенгагена у ніч на 4 вересня

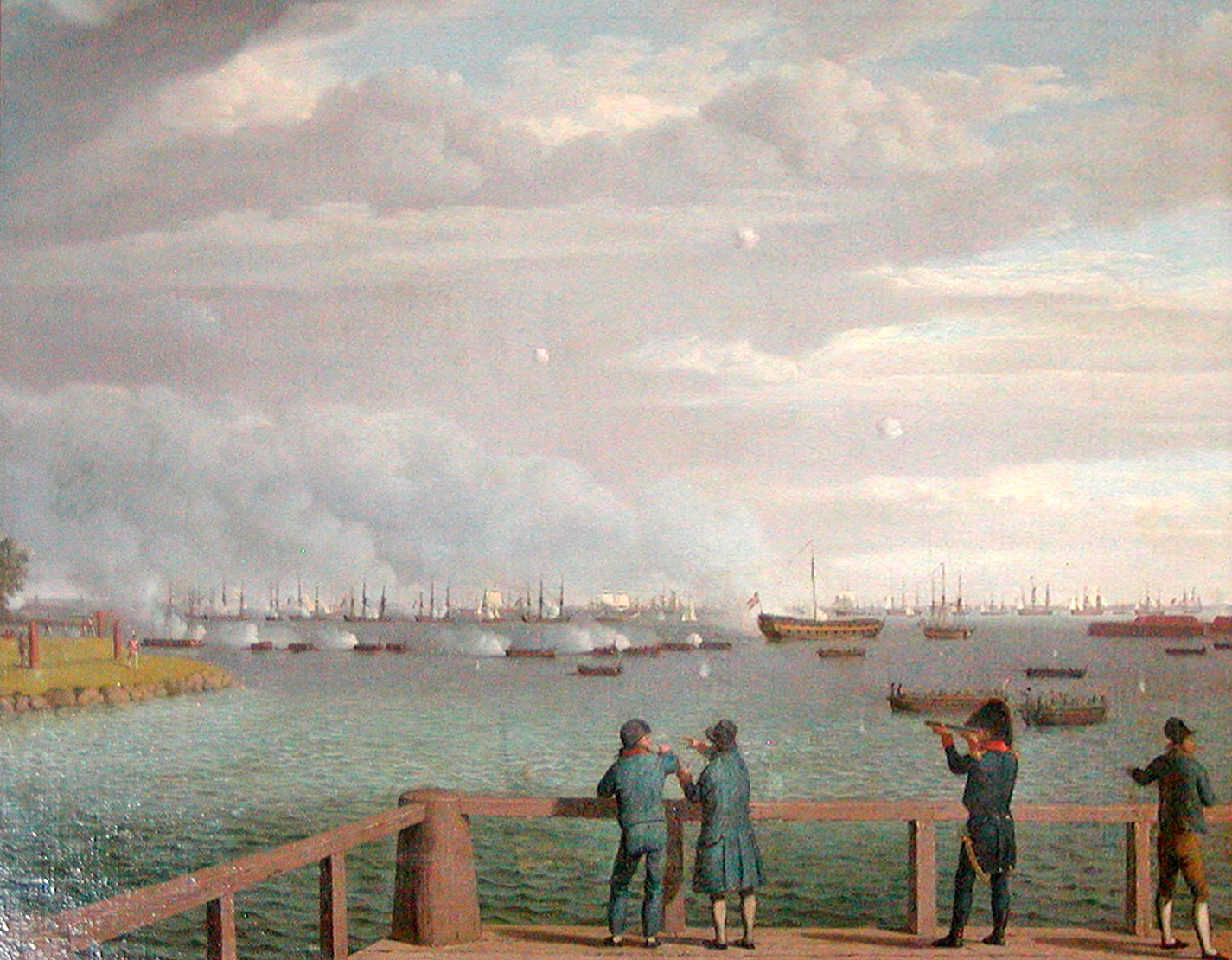
Англійські судна у копенгагенській гавані

Бомбардування Копенгагена і закриття данського флоту у 1807 році — перший та найвизначніший епізод англо-датської війни 1807-14 років. Увійшов до історії як один з перших у Новий час прикладів застосування превентивної війни.

## Передумови
На початку XIX століття Данія, яка зберігала під час наполеонівських війн нейтралітет, мала значні володіння, такі як Норвегія і Шлезвіг-Гольштейн, а також мала крупний військово-морський флот, здатний перекрити доступ через протоку Зунд до Балтійського моря. Англійці, які активно протистояли Наполеону, вважали цей доступ життєво необхідним для підтримання союзницьких відносин зі Швецією та Росією. Виступ Данії на боці Наполеона, якого так боялись у Лондоні, відрізав би Британію від сполучення зі своїми союзниками, й у першу чергу — з Петербургом.
Данська армія була зосереджена на південному кордоні з Пруссією для того, щоб протистояти очікуваному вторгненню Наполеона. Столичний район разом із Копенгагеном при цьому залишався практично незахищеним. Англійці з тривогою спостерігали за подіями в Данії. Особливо їх непокоїло те, що балтійськими водами на верфі Британії доставлялась необхідна для суднобудування деревина. Після відмови данського принца-регента приєднатись до англо-шведсько-російського союзу Лондону поповзли чутки про те, що він готовий надати Наполеону право проходу данською територією до Зунда з метою блокувати його для британських суден і далі переправитись до Швеції.

## Підготовка вторгнення
У січні 1807 року майбутній прем'єр-міністр Роберт Дженкінсон заявив у Палаті лордів, що він отримав таємні депеші про те, що флоти Португалії та Данії готуються взяти участь у бойових діях на боці Наполеона. Про те саме повідомляли міністру закордонних справ Каннінгу англійські дипломати з Тільзіта, де тривали перемовини французького та російського імператорів.
Розмаїття натяків на виступи Данії на боці Франції, що готуються, переконало у необхідності нападу на Копенгаген лорда казначейства Спенсера Персіваля. Під тиском з боку останнього і військового міністра Каслрі, який давно вважав за необхідне перенести бойові дії з Іспанії на північ Європи, британський кабінет міністрів схвалив 14 липня 1807 року відправку 21 судна у Каттегат для спостереження за пересуваннями данських кораблі. Адміралтейство виділило на цю операцію понад півсотні суден. Вже 20 липня у бік Данії було направлено 25 тисяч солдат.
Каннінг намагався попередити бойові дії, пропонуючи Данії союзницькі відносини й захист з боку британської ескадри з 21 корабля. Французький міністр Талейран, у свою чергу, вимагав від данців відмови від нейтралітету та збройної підтримки французької армії, погрожуючи у іншому випадку спрямувати на завоювання Гольштейна маршала Бернадота. Таким чином, данський уряд опинився між двох вогнів.

## Бойові дії
Отримавши відмову данців від передачі свого флоту у «депозит» англійському уряду, британці й ганноверці висадились 14 серпня на острові Зеландія і розбили загін данської армії поблизу міста Кеге. За кілька днів генералу Веллслі вдалось узяти Копенгаген в оточення.
З 2 до 5 вересня англійський флот здійснював артилерійський обстріл данської столиці: 5000 залпів у першу ніч, 2000 залпів у другу ніч та 7000 — у третю. При цьому загинуло не менше 2000 цивільних жителів столиці, було зруйновано кожну третю будівлю. Під час обстрілу використовувались легко горючі ракети Конгріва, через що в обложеному місті спалахнули пожежі.
Вже 7 вересня Данський генерал Пейман підписав акт капітуляції, за яким Копенгаген і рештки понівеченого данського флоту були передані англійцям, а ті обіцяли покинути данські береги упродовж шести тижнів. 21 вересня англійський флот вирушив до рідних берегів, забравши із собою конфісковані рештки данського флоту.

## Реакція
Бомбардування Копенгагена спричинило жваві дебати у Британському парламенті. Каннінг сприйняв новини про захоплення данського флоту із захопленням, заявивши, що не чув «ні про що блискучіше, розумніше та ефективніше», ніж ця операція. Подібної думки дотримувався і Персіваль. Каслрі пропонував якомога скоріше окупувати Зеландію, однак цьому опирались військовики на чолі з Веллслі, який прагнув відновити бойові дії на Піренеях.
Опозиція, навпаки, остерігалась, що напад на нейтральну Данію може підірвати довіру до англійців у Європі і що перетворювати нейтральну сторону конфлікту на супротивника було необачливим. Тричі вживались спроби прийняти резолюцію, яка засуджувала дії уряду в Копенгагені, однак всі вони провалились.
У тривалішій історичній перспективі бомбардування Копенгагена, розкривши беззахисність Данської держави, призвело до втрати нею Норвегії та перетворення на одну з другорядних з політичної точки зору держав Європи. Привид копенгагенського бомбардування не покидав і німецьких стратегів, які навіть у XX столітті відчували так званий «копенгагенський комплекс» — боязнь раптового нападу британського флоту на військово-морські бази Німеччини та «превентивного» знищення німецького флоту.

## У літературі
- Бомбардування Копенгагена є історичним тлом одного з романів Бернарда Корнуелла про стрільця Шарпа під назвою «Здобич Шарпа».
- Дані події згадуються у романі Г. Л. Олді та А. Валентинова «Алюмен».